# Adrian Charles Thorpe
Adrian Charles Thorpe CMG (* 29. Juli 1942 in Cambridge) ist ein ehemaliger britischer Diplomat.

## Leben
Adrian Charles Thorpe studierte von 1961 bis 1964 Bachelor und bis 1975 Master am Christ’s College (Cambridge).
Er trat 1965 in den auswärtigen Dienst.
Von 1995 bis 1998 war er Botschafter in Manila.
Von 1999 bis 2002 war er Botschafter in Mexiko-Stadt.